# Přech Hodějovský z Hodějova
Přech II. Hodějovský z Hodějova (1566 – 4. dubna 1610) byl český šlechtic z rodu Hodějovských z Hodějova. Několikrát zastával úřad krajského hejtmana. Na počátku 17. století patřil mezi patnáct nejbohatších šlechticů v zemi a v roce 1604 byl povýšen do panského stavu.

## Život a majetek

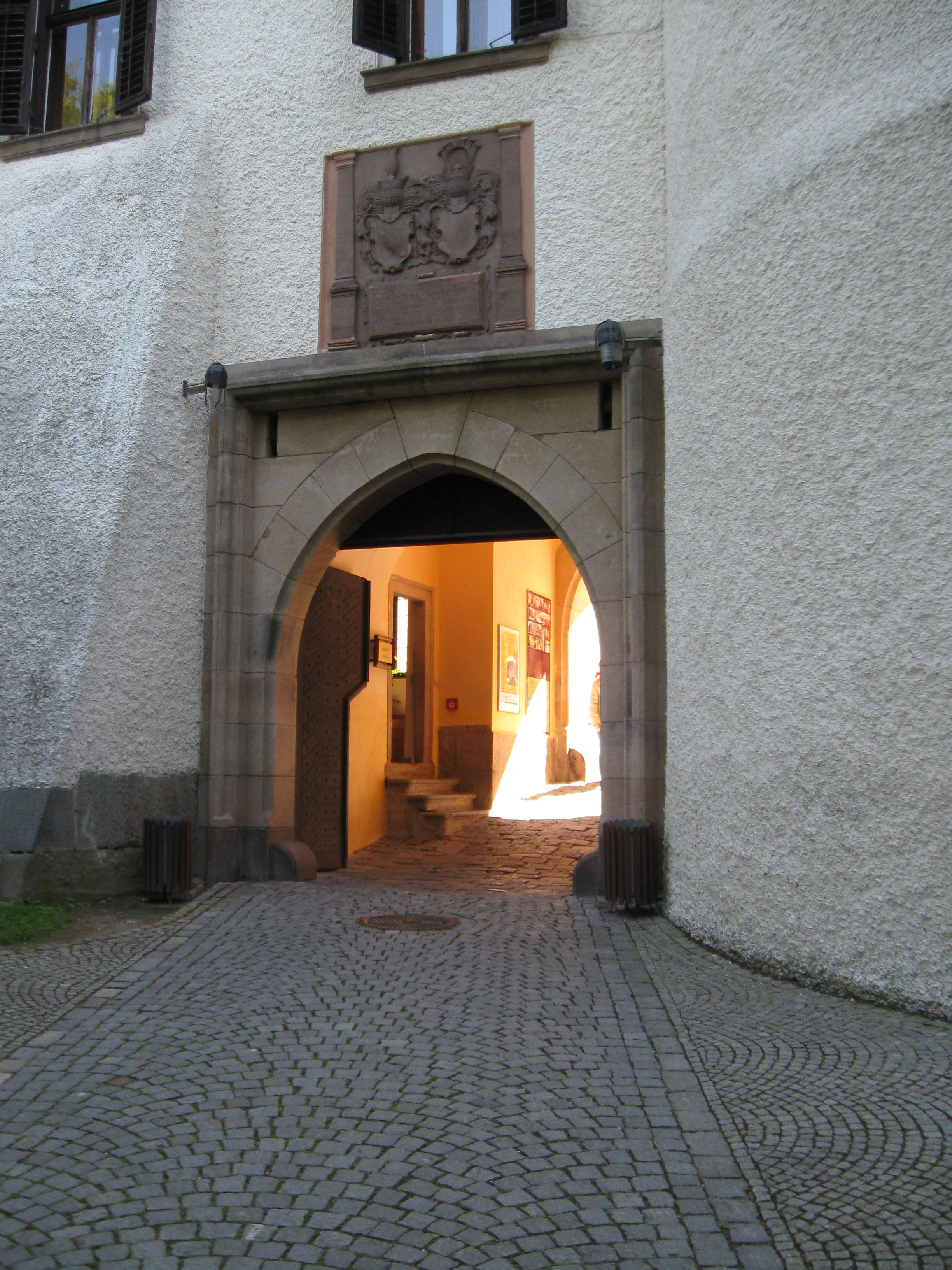
Vstupní brána zámku Konopiště s aliančním znakem Přecha Hodějovského a jeho ženy Doroty

Přech Hodějovský z Hodějova se narodil jako syn Bernarda staršího (III.) z Hodějova († 1595) a jeho manželky Johanky z Čestic († 1573). Jeho bratr Jan († 1595) zemřel krátce po úmrtí otce.
Byl císařským radou a opakovaně zastával úřad krajského hejtmana (ve Vltavském kraji v letech 1593–1594 a 1596–1597 a v Kouřimském kraji 1606–1607 a 1608–1609). V roce 1604 byl přijat do panského stavu. Kapr v erbu byl původně snad stříbrný, po povýšení vždy už jen zlatý. Působil jako přísedící většího zemského soudu. Konvertoval na bratrskoou víru a v letech 1608–1609 se politicky angažoval a usilovně prosazoval náboženskou svobodu, která nakonec byla potvrzena vydáním Rudolfova majestátu.
Byl milovníkem literatury podobně jako jeho otec, který měl sbírku starých biblí v češtině, a další příbuzní. Jako mecenáš podporoval vydávání knih.
Po otci zdědil Čestice, Milevsko a Maršovice. Spolu s manželkou byli dobrými hospodáři a majetkovou držbu značně rozšířili. Bohatství se domohl také lichvářskými obchody. Dorota od roku 1596 držela tvrz a dvůr Nedvězí, které koupila od Jana staršího Chobotského z Ostředka a na Nespeřích a Jana mladšího Chobotského z Ostředka a na Chotýšanech. Téhož roku koupila od Mikuláše Paběnického z Voračic Prčice (s výjimkou nového cihlového domu), později je ale prodala Humprechtovi Czerninovi z Chudenic. V roce 1597 koupila manželka Benice od Velemyských z Velemyšlevsi. Panství Konopiště koupila Dorota 18. října 1603 za 110 tisíc kop grošů míšeňských v komisionálním prodeji, o který zažádal zadlužený předchozí majitel Arkleb z Kunovic český zemský soud. Zámek Konopiště pak byl renesančně upravován. V roce 1607 koupila od Jaroslava Velemyského z Velemyšlevsi Týnec nad Sázavou.
V roce 1603 se stal se svými 916 osedlými 15. nejbohatším šlechticem v zemi. S manželkou vlastnili značnou část dnešního okresu Benešov.

## Rodina
Oženil se s Dorotou Hrzánovou z Harasova († 22. listopadu 1613), pohřbena byla v kostele v Benešově. Narodily se mu následující děti (nejsou uvedeny chronologicky), pět synů ho přežilo:
- 1. Johana
  - ∞ Vilém z Roupova a na Mladoňovicích († 1629), moravský nejvyšší sudí (1613–1616), nejvyšší komorník (1617–1618), stavovský direktor na Moravě
- 2. Markéta († před 1652 Praha[17])
  - ∞ (16. 2. 1610)[18] Adam (III.) mladší Budovec z Budova na Chocnějovicích (1587 – po 1621[19] nebo po 1628 Haag[17]), syn Václava Budovce z Budova popraveného na Staroměstském náměstí
- 3. Bernard (VI.) mladší († 1646) – zdědil Milevsko,[3] po zemřelém bratru Přechovi zdědil Konopiště.[8][13] Během stavovského povstání byl vojenským komisařem a „mustrmistrem“, opatřoval finanční prostředky pro stavovské vojsko. Koncem září 1620 při tažení do jižních Čech se u něho na Konopišti zastavil sám král Fridrich Falcký.[13] Po porážce stavovského povstání byl potrestán, v roce 1622 mu byly zabaveny dvě třetiny majetku, k němuž patřilo Konopiště, velká část Benešova, nemovitosti na Strakonicku a v Praze.[8] V pobělohorském období odešel do emigrace, sloužil u Švédů, vrátil se však do vlasti a zemřel na Moravě.[3]
- 4. Jan Jiří († před 1622[1]) – zdědil Čestice a Lčovice
- 5. Přech (III.) mladší († 1617) – zdědil Konopiště
- 6. Bohuslav – zdědil Benice s Nedvězím, po roce 1620 mu byl majetek zkonfiskován a on opustil Čechy
  - ∞ Rejna z Talmberka
- 7. Adam († 1640[20]) – zdědil Týnec nad Sázavou, po roce 1620 odešel z vlasti a působil v dánských službách. V roce 1627 velel sedlákům, kteří se vzbouřili v Kouřimsku. Po porážce uprchl do ciziny a sloužil ve vojsku výmarského vévody Bernarda.[14] Doložen je i ve švédských službách.[20]

Kromě Přecha, který zemřel v necelých 21 letech a třicetileté války se nedožil, všichni synové přišli o majetek, protože se aktivně podíleli na českém stavovském protihabsburském povstání. Bohuslavovi se narodila jediná dcera Dorota Kunička, která se provdala za Adama z Říčan a zemřela jako poslední příslušnice rodu Hodějovských.